# Cultura de Andorra
La cultura andorrana es catalana en esencia, puesto que la población oriunda de Andorra es catalana. Sin embargo, ha aportado una significante contribución fácil de identificar al aglomerado de la cultura catalán.
Dos renombrados escritores en Cataluña y la región, Michèle Gazier y Ramon Villeró, son originarios de Andorra. Además, Ricard Fiter, famoso escritor, no sólo proviene de Andorra, sino que también se desempeña como el ombudsman del principado. La tradición de la escritura en Andorra data más allá del siglo XX; Antoni Fiter i Rossell, de la parroquia de Ordino, escribió un libro de historia sobre su tierra llamado Digest manual de las valls neutras de Andorra en 1748, describiendo el histórico y legal aparato feudal de Andorra.
Andorra cuenta con una orquesta de cámara dirigida por el violinista Gérard Claret; y que llevan a cabo un certamen de canto de fama internacional, avalado por Montserrat Caballé. En el 2004, Andorra participó en el Festival de la Canción de Eurovisión por primera vez. Esto atrajo la atención de los medios de comunicación de Cataluña, ya que la primera canción fue entonada en catalán. La canción fue eliminada en la semifinal, y las composiciones del 2005 y 2006, tuvieron la misma suerte. 
El acontecimiento más importante en la vida cultural de Andorra es el festival internacional de jazz de Las Escaldas-Engordany, donde intérpretes como Miles Davis, Fats Domino y B.B. King han participado.

### Idiomas
El único idioma oficial en Andorra es: catalán, también se hablan de manera no oficial el español, el francés y el portugués.